# Nicolina Papetti
Nicolina Papetti, pseudonimo di Nicolina Verrelli (Boville Ernica, 16 luglio 1928 – Roma, 13 settembre 2009), è stata un'attrice italiana.

## Biografia
Lavorò particolarmente in teatro, calcando i palcoscenici a partire dal 1958; nel cinema ricoprì solamente ruoli marginali.
Esordì sul grande schermo nel 1974, con una piccola parte nel film Romanzo popolare di Mario Monicelli. In seguito apparve in S.P.Q.R. - 2000 e ½ anni fa (1994), di Carlo Vanzina ed in Perdiamoci di vista (1994), di Carlo Verdone. Sempre con Verdone lavorò anche in Viaggi di nozze (1995).
Divenne particolarmente nota come interprete della fortunata serie televisiva I ragazzi della 3ª C, nella quale interpretava la parte di Amalia Sacchi.
Dal 1996 abbandonò l'attività cinematografica.

## Filmografia

### Cinema
- La ragazza con la pistola, regia di Mario Monicelli (1968) - accreditata come Nicolina Verrelli
- Romanzo popolare, regia di Mario Monicelli (1974)
- Un borghese piccolo piccolo, regia di Mario Monicelli (1977)
- I fichissimi, regia di Carlo Vanzina (1981)
- Amarsi un po'..., regia di Carlo Vanzina (1984)
- Ladyhawke, regia di Richard Donner (1985)
- Perdiamoci di vista, regia di Carlo Verdone (1994)
- S.P.Q.R. - 2000 e ½ anni fa, regia di Carlo Vanzina (1994)
- Viaggi di nozze, regia di Carlo Verdone (1995)

### Televisione
- I ragazzi della 3ª C – serie TV, 26 episodi (1987-1989)